# МШФ Дуисбург
МШФ Дуисбург (на немски: Meidericher Spielverein 02 e.V. Duisburg, Майдерихер Шпилферайн 02 Дуисбург) е футболен отбор, базиран в град Дуисбург, провинция Северен Рейн – Вестфалия, Германия.

## Успехи

### Шампионати
- Вицешампион на Германия (1): 1964;
- Шампион на Германия за аматьори (1): 1987;
- Вечно класиране на Първа Бундеслига: 14. място, 1147 точки.

### Купи
- Финалист за Купата на Германия (3): 1966, 1975, 1998;

### Международни успехи
- Полуфинал за Купата на УЕФА (1): 1979;
- Участия в турнира Интертото (3): 1974, 1977, 1978.

## История

### Ранни Години
Клубът е създаден през 1902 г. под името Майдерихер ШФ, вземайки името на района. Три години по-късно отборът бил преименуван на СК Виктория Майдерихер. Сегашното си име взели чак през 1967 г., като най-успешния и най-популярен клуб от града.
Дуисбург винаги е бил силен и конкурентен отбор, но въпреки това успехите винаги са им се изплъзвали. В тяхната ранна история те са спечелили няколко местни шампионата и дори са имали сезон без загуба, в който са отбелязали 113 гола и са допуснали едва 12. През 1929 клубът печели регионалния шампионат и за първи път се класира за националния шампионат като повтаря това постижение и през 1931 г.
След тези успехи клубът попада в дупка, от която така и не се възстановява до петдесетте години на ХХ век, когато клубът изживява силен период. По време на Втората световна война Дуисбург е близо до разпад, но след края на войната през 1946 стават градски шампиони и положението им се стабилизира. През 1951 г. отборът попада в Оберлига Запад, което е най-реномираното първенство по това време. След това Зебрите изпадат от турнира, но през 1954 се връщат и играят там до създаването на Първа Бундеслига.

### Ерата след Бундеслигата
Клубът бил сметнат за достатъчно добър за да бъде сред първите 16 в първия сезон на Бундеслигата при създаването ѝ през 1963 г. Техният първи сезон е и най-успешен, завършвайки втори след шампиона 1. ФК Кьолн. Клубът има много успешен период и през седемдесетте години на ХХ век, когато там играе най-голямата легенда Бернард Дитц, наричани тогава Дитцбург. Той играе там 12 сезона до 1983 г. и благодарение на него отборът от Дуисбург достига финал за купата през 1975 и полуфинал за Купата на УЕФА през 1978 г.
Зебрите са изкарали почти 20 години в Бундеслигата преди да отпаднат във втория ешелон през 1983 г., след ерата Дитцбург, и да се превърнат в един от тимовете „асансьори“, преминаващи постоянно между двете Бундеслиги. Те дори за кратко са били и в третата дивизия. Въпреки това те успяват да изкарат още 8 сезона в Първа Бундеслига.
През сезон 2007/08 отборът прави своя 28-и сезон в Първа Бундеслига, след като предишния сезон завършват трети във Втора Бундеслига.
През сезон 2015/16 за треньор е назначен бившият играч на тима Илия Груев.

## Представителен отбор
Вратари
- 1. Том Щарке
- 18. Марсел Херцог

Защитници
- 2. Бернд Коржинец
- 3. Тиаго Калвано
- 4. Бьорн Шлике
- 15. Франк Фаренхорст
- 25. Александър Майер
- 28. Оливие Виньо

Полузащитници
- 6. Олкай Сахан
- 8. Михай Тарараче
- 11. Кристиан Тиферт
- 13. Адам Бодзек
- 20. Ивица Гърлич
- 21. Чинеду Еде
- 23. Чавдар Янков
- 30. Маикон

Нападатели
- 7. Сандро Вагнер
- 16. Ники Адлер
- 19. Джордж Коемая

## Известни играчи
- Михаел Бела
- Бернхард Диц
- Курт Яра
- Хелмут Ран
- Ан Юнг-Хван
- Роке Жуниор

## Български футболисти
- Веселин Геров: 2000-2004 (80 мача / 11 гола)
- Благой Георгиев: 2007-2008 (31 / 2 )
- Чавдар Янков: 2009-2010-наем (7 / 1)
- Валери Домовчийски: 2011-2013 (39 / 3)
- Стефан Велков: 2021-2022 - (19 мача / 0 гола)